# Iver Hvitfeldt

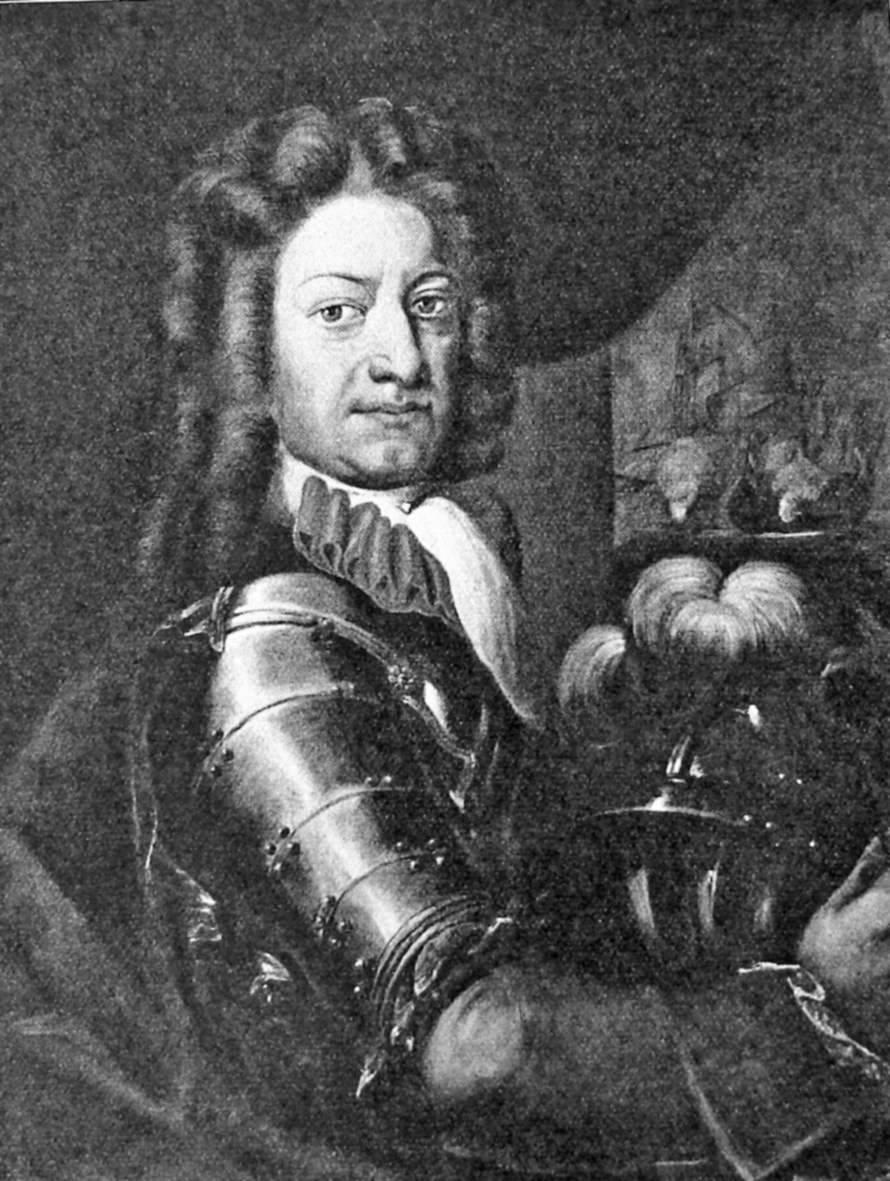
Ivar Huitfeldt

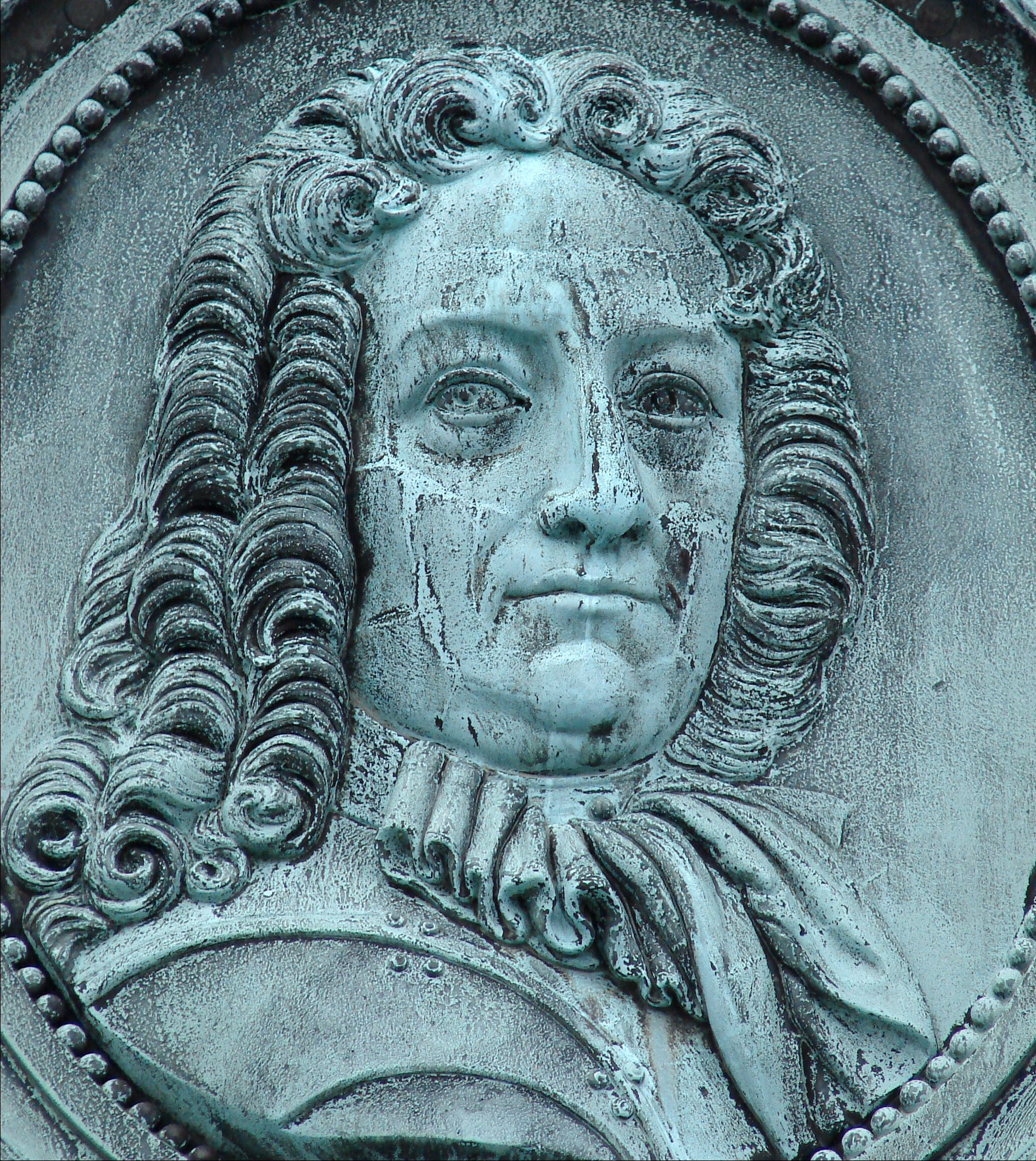
Medaillon von Ivar Huitfeldt an seinem Denkmal in Kopenhagen.

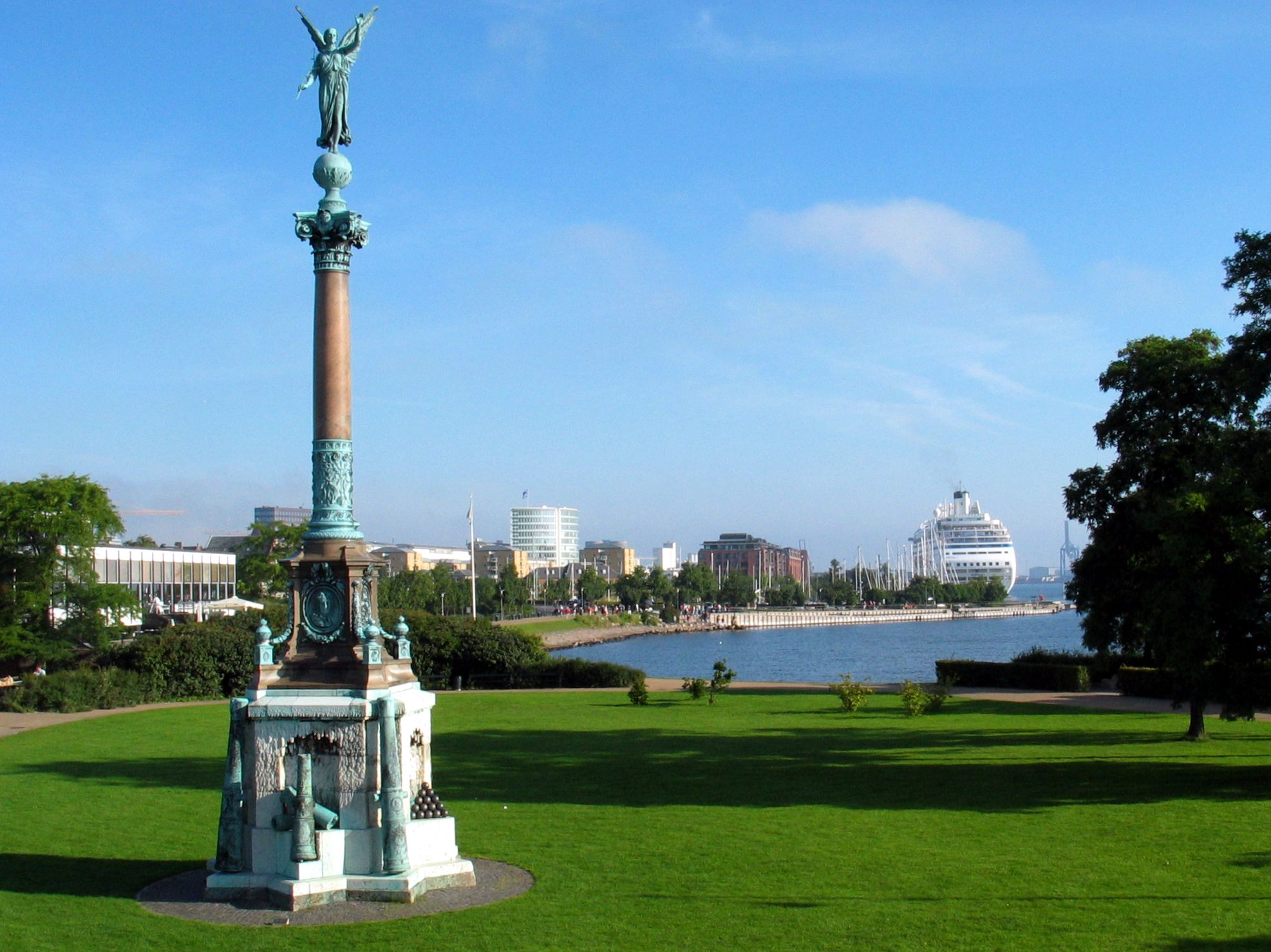
Denkmal zu Ivar Huitfeldt in Langelinie, Kopenhagen.

Iver Hvitfeldt, auch Ivar Huitfeldt (* 5. Dezember 1665 in Halden; † 4. Oktober 1710 in der Køgebucht), war ein norwegisch-dänischer Admiral.

## Leben
Hvitfeld trat 1681 am Marinestützpunkt in Bremerholm (heute auch Gammelholm) in Kopenhagen in die dänisch-norwegische Marine ein. Ab 1685 nahm er an mehreren Expeditionen teil, wo er seine ersten seemännischen Erfahrungen sammelte. Anschließend diente er als Kadett bei der niederländischen Marine, wo er 1687 zum Leutnant befördert wurde. 1688 trat er in den Dienst der französischen Marine, mit der er an einem Angriff auf Algier teilnahm. 1690 ging Hvitfeldt nach Kopenhagen und diente wieder in der dänisch-norwegischen Marine. 1691 wurde er zum Kapitän befördert und trat wieder in französische Dienste, bei der er im Pfälzischen Erbfolgekrieg an der Seeschlacht von Beachy Head und an den Seeschlachten von Barfleur und La Hougue teilnahm.
Während des Großen Nordischen Krieges (1700–1721) wurde Hvitfeld zum Kommandanten des Linienschiffes Dannebroge ernannt. Von 1704 bis 1709 wurde er auf Anweisung des Königs als Leiter der Orlogsværftet („Kriegswerft“) in Kristiansand eingesetzt. 1709 wurde er wieder Kommandant der Dannebroge.
In der Seeschlacht in der Køgebucht (1710) unter der Führung von Admiral Ulrik Christian Gyldenløve während des Großen Nordischen Krieges opferte Hvitfeldt aus taktischen Überlegungen sein Schiff und rettete damit wahrscheinlich die dänisch-norwegische Flotte vor der kompletten Vernichtung. Sein Schiff wurde versenkt, wobei von der 600 Mann starken Besatzung nur 3 gerettet werden konnten. Hvitfeldt selbst kam ebenfalls ums Leben. Seine Leiche wurde ein wenig später am Strand der Køgebucht gefunden.

## Denkmal und Ehrungen
1884 ehrte man ihn, indem das dänische Küstenpanzerschiff Iver Hvitfeldt nach ihm benannt wurde.
1886 wurde ihm zu Ehren vom Architekten William Dahlerup und dem Bildhauer Ferdinand Edvard Ring ein 19 m hohes Denkmal in Kopenhagen an der Langelinie-Promenade errichtet. Die bronzenen Reliefs und Medaillons sowie der Viktoria-Engel auf der Spitze des Säulen-Denkmals wurden aus den Kanonen seines Schiffes gegossen. Ebenso integrierte man den Anker und einige Kanonenrohrstücke, die aus dem Wrack der Dannebroge geborgen worden waren, sichtbar in das Denkmal.
2004 wurde die Iver-Huitfeldt-Klasse von Flugabwehr-Fregatten der Dänischen Marine geschaffen. 2012 wurde die Iver Huitfeldt (F361) dieser Klasse vom Stapel gelassen.